# Agnes Geraghty
Agnes Geraghty (Estados Unidos, 26 de noviembre de 1907-Nueva York, 1 de marzo de 1974) fue una nadadora estadounidense especializada en pruebas de estilo braza, donde consiguió ser subcampeona olímpica en 1924 en los 200 metros.

## Carrera deportiva
En los Juegos Olímpicos de París 1924 ganó la medalla de plata en los 200 metros estilo braza con un tiempo de 3:34.0 segundos, tras la británica Lucy Morton (oro con 3:33.2 segundos) y por delante de otra nadadora británica Gladys Carson.